# José de Nebra
José Melchor Baltasar Gaspar Nebra Blasco (Calatayud, 6 januari 1702 – Madrid, 11 juli 1768) was een Spaanse componist.

## Leven
Hij was de zoon van José Antonio Nebra Mezquita (1672-1748), organist en koorleider van de kathedraal van Cuenca. Hij kreeg onderricht van zijn vader. Ook zijn broers waren muzikanten: Francisco Javier Nebra Blasco (1705-1741) was organist in La Seo, de kathedraal van Zaragoza, en Joaquín Ignacio Nebra Blasco (1709-1782) tevens organist.
Nebra werd in 1719 organist in het klooster Monasterio de las Descalzas Reales in Madrid. Vanaf 1723 begon hij met het componeren van theatermuziek. In 1724 werd Nebra tweede organist van de kapel van het koninklijk Paleis van Madrid.
Na de brand in het koninklijk paleis in 1734, waarbij de volledige kerkmuziek van de koninklijke kapel verdween, wijdde hij zich volledig aan het componeren.
Van Nebra werden meer dan 170 liturgische werken teruggevonden in het koninklijk archief: missen, psalmen, litanieën en een Stabat Mater; hij componeerde verschillende cantatas, een tiental villancicos en een dertigtal werken voor klavier.
Daarnaast schreef hij een Requiem voor de dood van koningin Maria Barbara van Portugal, verschillende opera's en een twintigtal zarzuela's.

## Werken

### Opera's
- Amor aumenta el valor, 1728
- Venus y Adonis, 1729
- Más gloria es triunfar de sí. Adriano en Siria, 1737
- No todo indicio es verdad y Alexandro en Asia, 1744
- Antes que zelos y amor, la piedad llama al valor y Achiles en Troya, 1747

### Zarzuela's
- Las proezas de Esplandián y el valor deshace encantos, 1729
- Amor, ventura y valor logran el triunfo mayor, 1739
- Viento es la dicha de amor, 1743
- Donde hay violencia, no hay culpa, 1744
- Vendado es amor, no es ciego, 1744
- Cautelas contra cautelas y el rapto de Ganimedes, 1745
- La colonia de Diana, 1745
- Para obsequio a la deydad, nunca es culto la crueldad. Iphigenia en Tracia, 1747
- No hay perjurio sin castigo, 1747

- Bibsys: 3054462
- Biblioteca Nacional de España: XX1093000
- Bibliothèque nationale de France: cb13993219p (data)
- Gemeinsame Normdatei: 121764656
- International Standard Name Identifier: 0000 0001 1436 3425
- Library of Congress Control Number: n90657204
- MusicBrainz: 0d7881bf-7c49-43b0-963a-cc7b08b91b48
- Nationale Bibliotheek van Tsjechië: jx20110208019
- Nationale Bibliotheek van Israël: 987007438009305171
- Nederlandse Thesaurus van Auteursnamen: 180360841
- SNAC: w67p9h66
- Système universitaire de documentation: 088394999
- Virtual International Authority File: 206339
- WorldCat: E39PBJwtrrxpgX6wKGhVQ4fpfq